# Pierrette Boeri
Pierrette Danielle Boeri ou Pierrette Desclaux-Boeri dite Danièle, née le 26 avril 1918 à Badalucco, en Italie et décédée le 31 octobre 1994 dans le 14e arrondissement de Paris,, est une résistante française engagée dans le mouvement Ceux de la libération, ayant commencé sa carrière en tant qu'infirmière,.

## Décorations
- Médaille de la Résistance française (décret du 31 mars 1947)[7]
- Croix du combattant volontaire de la Résistance (10 février 1993)[2].